# Viola helvetica
Viola helvetica är en violväxtart som beskrevs av Bruegg.. Viola helvetica ingår i släktet violer, och familjen violväxter. Inga underarter finns listade i Catalogue of Life.